# Комитет 2008: Свободный выбор
«Комите́т 2008: Свобо́дный вы́бор» («Комитет-2008», «2008 Free Choice Committee», «Committee 2008») — группа под председательством Гарри Каспарова, находившихся в оппозиции тогдашнему президенту РФ Владимиру Путину и его окружению. Основной целью Комитет считал проведение в 2008 году «свободных и демократических» президентских выборов. «Комитет» просуществовал около полутора лет: фактически распался летом 2005 года

## История
Был учреждён 17 января 2004 года группой общественных деятелей и политиков России. Его учредителями выступили: Михаил Бергер, Владимир Буковский, Александр Гольц, Игорь Иртеньев, Владимир Кара-Мурза (мл.), Евгений Киселёв, Юлия Латынина, Дмитрий Муратов, Борис Немцов, Сергей Пархоменко, Александр Рыклин, Виктор Шендерович, Ирина Ясина.
Михаил Ходорковский в своей статье «Кризис либерализма в России» от 29 марта 2004 года писал: «„Комитет-2008“, решивший сыграть роль совести русского либерализма, сам с готовностью расписывается в собственном бессилии и говорит, почти извиняясь: да уж, мало нас, да и делаем мы все не вовремя, так что рассчитывать не на что».
В апреле того же года члены Комитета выразили возмущение приговором военному эксперту Игорю Сутягину, а через две недели приняли решение о создании оппозиционной коалиции демократических сил.
17 мая был избран новый руководящий состав «Комитета-2008». Его председателем переизбран Гарри Каспаров. Членами совета «Комитета-2008» стали Сергей Иваненко, Ирина Хакамада, Сергей Пархоменко, Виктор Шендерович, Ирина Ясина, Владимир Рыжков и Борис Немцов.
Уже в сентябре «Комитет 2008» заявил, что тогдашний президент России Владимир Путин вскоре совершит в стране конституционный переворот под лозунгом борьбы с терроризмом.
15 февраля 2005 года состоялось заседание Комитета-2008, на котором выявились разногласия внутри комитета по вопросу о создании единой демократической партии. Разногласия касались платформы для объединения: СПС и «Яблоко» предлагали объединиться на основе уже существующих партий, а Гарри Каспаров и Владимир Рыжков — взять за основу новую небольшую партию, которую предполагалось создать в одном из регионов. СПС предлагали даже самороспуск и формирование руководящих органов в пропорции 50 на 50 с «Яблоком», соглашаясь не выдвигать в руководство новой партии Анатолия Чубайса. Лидер же «Яблока» Явлинский выдвинул идеологические принципы объединения: отстранить нынешнюю власть, признать приватизацию криминальной и не допустить «олигархического капитализма». Кроме того, скорее всего, препятствием для слияния могли послужить амбиции Григория Явлинского. Новое Заседание «Комитета» состоялось 26 марта, и прогноз относительно появления Объединенной демократической партии был дан следующий: такая партия может появиться уже к концу 2005 года. За 10 дней представители «Комитета» должны были разработать идеологическую платформу новой партии и сформировать оргкомитет по подготовке объединительного съезда. Не добившись желаемого, Владимир Рыжков с Гарри Каспаровым решили создавать новую партию самостоятельно, о чём Каспаров объявил 6 апреля 2005 года.
Последнее заседание «Комитета 2008» состоялось летом 2005 года. После этого он фактически прекратил свою деятельность. Ряд его членов позже приняли участие в создании Всероссийского гражданского конгресса, Объединённого гражданского фронта и коалиции «Другая Россия».